# Underconstruction 1: Silence E.P.
Underconstruction 1: Silence je EP talijanskog DJ-a Gigija D'Agostina.

## Popis pjesama
1. Silence (Vision 2)  – 6:15
2. Complex  – 9:16
3. Sonata  – 4:51
4. Apache  – 6:53
5. Ripassa  – 5:16
6. Pop Corn  – 5:23
7. Percorrendo  – 7:08
8. Silence (Vision 3)  – 10:09
9. Taurus (Vision 2)  – 7:38
10. Hymn (Vision 2)  – 7:31
11. Son  – 4:26